# Najruchliwsze połączenia lotnicze na świecie
Najruchliwsze połączenia lotnicze na świecie to zestawienie przedstawiające najbardziej popularne trasy lotnicze świata pod względem liczby pasażerów podróżujących pomiędzy dwoma lotniskami (dane dla poszczególnych miast / metropolii mogą się różnić, zwłaszcza tam, gdzie dany obszar obsługiwany jest przez więcej, niż jeden port lotniczy, np. Amsterdam obsługiwany jest przez jedno lotnisko, ale ma połączenie z każdym z sześciu lotnisk obsługujących Londyn).

## Ze względu na liczbę pasażerów
| Lp. | Lotnisko 1              | Lotnisko 2        | Liczba pasażerów (2017) | Dystans  | Uwagi |
| --- | ----------------------- | ----------------- | ----------------------- | -------- | --- |
| 1.  | Seul-Gimpo              | Czedżu            | 13 460 306              | 451 km   | Najruchliwsze połączenie lotnicze w Korei Południowej i najkrótsza trasa w pierwszej dziesiątce. W 2017 roku pomiędzy lotniskami odbyło się 65 967 lotów, co daje średnio prawie 181 samolotów dziennie. Średnio 36 878 pasażerów dziennie podróżowało pomiędzy drugim co do wielkości portem lotniczym w Seulu (i kraju), a największą wyspą Korei Południowej. |
| 2.  | Sydney                  | Melbourne         | 9 090 941               | 705 km   | Najruchliwsze połączenie lotnicze w Australii. |
| 3.  | Tokio-Haneda            | Sapporo           | 8 726 502               | 820 km   | Najruchliwsze połączenie lotnicze w Japonii. |
| 4.  | Tokio-Haneda            | Fukuoka           | 7 864 000               | 881 km   | |
| 5.  | Nowe Delhi              | Mumbaj            | 7 129 943               | 1 138 km | Najruchliwsze połączenie lotnicze w Indiach. |
| 6.  | Pekin                   | Szanghaj-Hongqiao | 6 833 684               | 1 076 km | Najruchliwsze połączenie lotnicze w Chinach. |
| 7.  | Ho Chi Minh             | Hanoi             | 6 769 823               | 1 160 km | Najruchliwsze połączenie lotnicze w Wietnamie. |
| 8.  | Hongkong                | Tajpej-Taoyuan    | 6 719 030               | 806 km   | Najruchliwsze i jedyne w pierwszej dziesiątce międzynarodowe połączenie lotnicze. |
| 9.  | Dżakarta-Soekarno-Hatta | Surabaja          | 5 271 304               | 691 km   | Najruchliwsze połączenie lotnicze w Indonezji. |
| 10. | Tokio-Haneda            | Naha              | 5 269 481               | 1 554 km | Najdłuższa trasa w pierwszej dziesiątce. |

- Spośród wszystkich połączeń w pierwszej setce, zaledwie 18 to połączenia międzynarodowe.
- Port lotniczy w Atlancie, najruchliwsze lotnisko świata, figuruje w pierwszej setce tylko raz – na 58. miejscu znalazło się krajowe połączenie z Orlando – 2 836 474 pasażerów w 2017 roku.
- Ze względu na region, najruchliwsze połączenia lotnicze to: Seul-Gimpo – Czedżu (Azja-Pacyfik, 1. miejsce ogółem); Dżudda – Rijad (Bliski Wschód, 12. miejsce ogółem); Johannesburg – Kapsztad (Afryka, 18. miejsce ogółem); Meksyk – Cancún (Ameryka Centralna i Południowa; 19. miejsce ogółem); Los Angeles-LAX – Nowy Jork-JFK (Ameryka Północna; 30. miejsce ogółem); Stambuł-Atatürk – Izmir (Europa; 32. miejsce ogółem).

## Ze względu na liczbę pasażerów w ruchu międzynarodowym
| Lp. | Lotnisko 1              | Lotnisko 2           | Liczba pasażerów (2017) | Dystans  | Uwagi |
| --- | ----------------------- | -------------------- | ----------------------- | -------- | --- |
| 1.  | Hongkong                | Tajpej-Taoyuan       | 6 719 030               | 806 km   | Hongkong to najpopularniejszy kierunek z lotniska Tajpej-Taoyuan i odwrotnie.                                                                                 |
| 2.  | Dżakarta-Soekarno-Hatta | Singapur             | 4 810 602               | 882 km   | |
| 3.  | Hongkong                | Szanghaj-Pudong      | 4 162 347               | 1 256 km | |
| 4.  | Singapur                | Kuala Lumpur         | 4 108 824               | 297 km   | Singapur to najpopularniejszy kierunek z lotniska w Kuala Lumpur i odwrotnie. Najkrótsza trasa w pierwszej dziesiątce.                                        |
| 5.  | Hongkong                | Bangkok-Suvarnabhumi | 3 438 628               | 1 689 km | Hongkong to najpopularniejszy kierunek z lotniska Bangkok-Suvarnabhumi.                                                                                       |
| 6.  | Dubaj                   | Londyn-Heathrow      | 3 210 121               | 5 498 km | Londyn-Heathrow to jedyne europejskie lotnisko w pierwszej dziesiątce.                                                                                        |
| 7.  | Hongkong                | Seul-Inczon          | 3 198 132               | 2 070 km | Hongkong to najpopularniejszy kierunek z lotniska Seul-Inczon.                                                                                                |
| 8.  | Hongkong                | Singapur             | 3 147 384               | 2 565 km | |
| 9.  | Londyn-Heathrow         | Nowy Jork-JFK        | 2 972 817               | 5 539 km | Nowy Jork-JFK to jedyne północnoamerykańskie lotnisko w zestawieniu i najpopularniejszy kierunek z Londynu-Heathrow. Najdłuższa trasa w pierwszej dziesiątce. |
| 10. | Hongkong                | Pekin                | 2 962 707               | 1 992 km | |